# Bessemer City
Bessemer City város az USA Észak-Karolina államában, Gaston megyében. Lakosainak száma 5428 fő (2020. április 1.).

## Népesség
A település népességének változása:

| 2010 | 5 340 |
| 2020 | 5 428 |